# Lidia Dorantes Álvarez
Lidia Dorantes Álvarez (Azcapotzalco, México - ?) es una científica mexicana e investigadora del Instituto Politécnico Nacional, acreedora al Premio Nacional al Mérito en Ciencia y Tecnología en Alimentos 2016 por sus contribuciones a la ciencia alimenticia nacional.

## Biografía
Es originaria de la delegación Aztcapotzalco, en la Ciudad de México. Estudio ingeniería química en la Escuela Nacional de Ciencias Biológicas del Instituto Politécnico Nacional, una maestría en Ciencias de los Alimentos y finalmente un doctorado en la Universidad Politécnica de Valencia.
El trabajo científico de Dorantes Álvarez se enfoca en el estudio de la riqueza fotoquímica de los alimentos originarios de México, como el chile, el maíz y el aguacate. Uno de sus descubrimientos más importantes fue, junto con investigadores del IPN,  que los extractos de los chiles pimiento y guajillo inhiben bacterias patógenas, como salmonela, Escherichia coli', Staphylococcus aureus, Listeria monocytogenes y Seudomonas aeruginosa, que provocan deterioro en productos cárnicos y causan enfermedades estomacales. 
Gracias a este descubrimiento, obtuvo una Mención Honorífica en 2011 por el Instituto Nacional de Ciencia y Tecnología del Distrito Federal. Asimismo Dorantes Álvarez fue acreedora del Mexican Women Inventors and Innovators Conference, Exhibition and Awards en el 2006 por su investigación relacionada con fotoquímicos.